# Maxim Van Gils
Maxim Van Gils (* 25. listopadu 1999) je belgický profesionální silniční cyklista jezdící za UCI ProTeam Lotto–Dstny.

## Hlavní výsledky
2017
vítěz La Classique des Alpes Juniors
2019
Circuit des Ardennes
6. místo celkově
10. místo Eschborn–Frankfurt Under–23
2020
Tour de Savoie Mont-Blanc
3. místo celkově
Giro della Regione Friuli Venezia Giulia
4. místo celkově
2021
Tour de Wallonie
7. místo celkově
2022
Saudi Tour
 celkový vítěz
 vítěz soutěže mladých jezdců
vítěz 4. etapy
5. místo Japan Cup
6. místo Circuit de Wallonie
Tour de Wallonie
7. místo celkově
2023
2. místo Volta Limburg Classic
4. místo Japan Cup
5. místo Muscat Classic
Kolem Ománu
6. místo celkově
7. místo Amstel Gold Race
8. místo Valonský šíp
Tour de Luxembourg
10. místo celkově
2024
vítěz Eschborn–Frankfurt
Vuelta a Andalucía
vítěz 3. etapy (ITT)
2. místo GP Miguel Induráin
3. místo Strade Bianche
3. místo Valonský šíp
3. místo La Drôme Classic
3. místo Famenne Ardenne Classic
4. místo Lutych–Bastogne–Lutych
5. místo Classic Sud-Ardèche
7. místo Milán – San Remo

### Výsledky na Grand Tours
| Grand Tour      | 2021 | 2022 | 2023 |
| --------------- | ---- | ---- | ---- |
| Giro d'Italia   | —    | —    | —    |
| Tour de France  | —    | —    | 59   |
| Vuelta a España | 88   | DNF  | —    |

### Výsledky na klasikách
| Monument                 | 2021 | 2022 | 2023 | 2024 |
| ------------------------ | ---- | ---- | ---- | ---- |
| Milán – San Remo         | —    | 34   | 38   | 7    |
| Kolem Flander            | —    | —    | —    | —    |
| Paříž–Roubaix            | —    | —    | —    | —    |
| Lutych–Bastogne–Lutych   | —    | —    | 11   | 4    |
| Giro di Lombardia        | DNF  | DNF  | 14   |      |
| Klasika                  | 2021 | 2022 | 2023 | 2024 |
| Strade Bianche           | —    | 53   | 23   | 3    |
| Amstel Gold Race         | —    | 23   | 7    | 20   |
| Valonský šíp             | —    | —    | 8    | 3    |
| Eschborn–Frankfurt       | 73   | 48   | —    | 1    |
| Clásica de San Sebastián | 12   | DNF  | —    |      |

| —   | Nezúčastnil se |
| DNF | Nedokončil     |